# Hiệp hội quốc tế về trao đổi sinh viên thực tập nghề nghiệp
Hiệp hội Quốc tế về Trao đổi Sinh viên Thực tập Nghề nghiệp là một tổ chức phi lợi nhuận hoạt động vì sinh viên. Hiệp hội Quốc tế Trao đổi Sinh viên Thực tập Nghề nghiệp gồm các Ủy ban Quốc gia đại diện cho các Công ty, Tổ chức, Trường Đại học và Sinh viên trên toàn thế giới.
Những sinh viên ngành kỹ thuật sẽ thực tập theo ngành nghề đào tạo trong vòng 4 tuần đến 18 tháng. Hiệp hội có thành viên đại diện ở hơn 80 quốc gia. Trụ sở của Hiệp hội đặt tại Luxembourg. Tổng thư ký hiện nay là Goran Radnović người Serbia.Phương châm của Hiệp hội là "Students, technology & cultural understanding", tạm dịch là: "Sinh viên, công nghệ và sự hiểu biết văn hóa". Mục tiêu của Hiệp hội là để kết nối sinh viên với nhà tuyển dụng ở nước ngoài, cung cấp sinh viên đại học với kinh nghiệm kỹ thuật, và làm phong phú văn hóa sinh viên và cũng như cộng đồng tại nước sinh viên đến.

## Lịch sử hình thành
Hiệp hội được thành lập năm 1948 tại trường Đại học Imperial College, London, Vương quốc Liên hiệp Anh và Bắc Ireland. Vào tháng 1 năm 1948, Ủy ban Imperial College Vacation Work Committee do ông James Newby khởi xướng trong một cuộc họp với 10 quốc gia Châu Âu nhằm hàn gắn vết thương chiến tranh do chiến tranh Thế giới II để lại và nhằm tăng cường hiểu biết lẫn nhau giữa các quốc gia.
Từ năm 1948, Hiệp hội đã không ngừng lớn mạnh với hơn 80 quốc gia thành viên và trao đổi hơn 300.000 lượt sinh viên. Hiệp hội đã trao đổi khoảng 7.000 lượt sinh viên hằng năm, đóng một vai trò quan trọng trong việc kết nối các nền văn hóa, tăng kinh nghiệm làm việc thực tế cho sinh viên trước khi họ tốt nghiệp.
Những quốc gia sáng lập bao gồm: Bỉ, Tiệp Khắc, Đan Mạch, Phần Lan, Pháp, Hà Lan, Na Uy, Thụy Điển, Thụy Sĩ, Hoa Kỳ".

## Bộ máy tổ chức của Hiệp hội

### Bộ máy tổ chức của IAESTE Quốc tế
Hội nghị thường niên
Được tổ chức hàng năm vào tháng 1 và được coi là một sự kiện quan trọng nhất trong một năm hoạt động của Hiệp hội. Phiên họp thường niên thông qua các quyết định liên quan đến ngân sách và các quy định của Hiệp hội.
Ban điều hành
Thực hiện các chính sách và quyết định của Hiệp hội được thông qua tại Hội nghị thường niên; tổ chức các hoạt động hỗ trợ chính sách của Hiệp hội. Ban Điều hành bao gồm 4 thành viên được bầu chọn và Tổng Thư ký.
1. Chủ tịch: Chủ tịch được bầu bởi các thành viên triệu tập và chủ trì cuộc họp Ban điều hành. Chủ tịch đại diện cho Hiệp hội ở cấp quốc tế.
2. Tổng thư ký: Do các thành viên của Hiệp hội bầu chọn; là người chịu trách nhiệm và điều phối toàn bộ các hoạt động của Hiệp hội và đồng thời là thành viên của Ban Điều hành.
3. Thủ quỹ: Thủ quỹ chịu trách nhiệm về tài chính của Hiệp hội.
4. Điều phối viên: Hỗ trợ các Tổng thư ký Quốc gia trong hoạt động của Ủy ban quốc gia và hỗ trợ các bạn sinh viên trong quá trình đăng ký, phỏng vấn, nộp hồ sơ tham gia chương trình.
5. Uỷ ban Quốc gia: Đại diện cho các nước thành viên của Hiệp hội.

### Ủy ban quốc gia
Ủy ban quốc gia là đại diện của Hiệp hội tại một quốc gia thành viên. Tổng thư ký quốc gia sẽ là người đại diện cho lợi ích của sinh viên nước đó. Uỷ ban quốc gia chịu trách nhiệm quản lý các chương trình trao đổi sinh viên của IAESTE.

### Ủy ban địa phương
Ủy ban địa phương là đại diện cho Ủy ban quốc gia giữa các nước. Thông thường chúng được đặt tại các trường đại học và được điều hành bởi các tình nguyện viên.

## Mạng liên kết cựu sinh viên
Mạng liên kết cựu sinh viên (IAESTE Alumni Network - IAN)là hệ thống mạng internet liên kết các cựu sinh viên và thành viên IAESTE với nhau, giúp họ giữ mối liên hệ lâu dài. 
Mạng liên kết cựu sinh viên và những người bạn (The Friends of IAESTE Network - FoIN)được thành lập năm 1996 ở Đan Mạch như một chi nhánh chính thức của Cựu sinh viên IAESTE. Năm 2010, mạng FoIN được đổi tên thành IAN. Năm 2011, mạng trực tuyến của IAN đã ra đời với địa chỉ alumni.iaeste.org với hơn 6.000 thành viên.

## Ngày hội trao đổi sinh viên (IAESTE Day)
Năm 2005 ngày hội trao đổi sinh viên quốc tế IAESTE Day được lập ra, với mục đích quảng bá, giới thiệu Hiệp hội với bạn bè, giới thiệu các cơ hội thực tập, quảng bá về Hiệp hội và gắn kết các thực tập sinh lại với nhau. Đồng thời, đây cũng là thời điểm để công bố các mục tiêu trong năm của Hiệp hội. Ngày hội này được tổ chức vào ngày 20 tháng 10 hàng năm.

## Các chuyên ngành thực hiện trao đổi sinh viên
Hiệp hội thực hiện hoạt động trao đổi sinh viên thuộc các lĩnh vực:
- Khoa học Tự nhiên: Toán, Lý, Hóa, Công nghệ Sinh học, Hóa sinh, Khoa học môi trường, Địa lý.
- Kỹ thuật và Công nghệ: Cơ khí, Điện, Điện tử, CNTT, Viễn thông, CN môi trường, CN sinh học, Khai khoáng, Kỹ thuật may, Chế biến thực phẩm và gỗ, Dầu khí, Hàng không, Xây dựng, Hàng hải, Luyện kim, Công nghệ tự động.
- Nông lâm nghiệp: Nông nghiệp, Lâm nghiệp, Thú y, Làm vườn.
- Nghệ thuật ứng dụng: Kiến trúc, Thiết kế quảng cáo.
- Các ngành khác: Thương mại, Kinh tế, Quản trị kinh doanh, Quản lý nhà hàng, khách sạn, Ngoại ngữ.

Từ vài năm gần đây, chương trình của IAESTE cũng mở rộng thêm cho các ngành khác. Tuy nhiên trọng tâm vẫn tập trung vào việc thực tập cho các ngành công nghệ, khoa học tự nhiên cũng như nông nghiệp và lâm nghiệp. Việc trung gian những chỗ thực tập về ngành xã hội hoặc kinh tế chủ yếu thực hiện bởi tổ chức bạn AIESEC.